# Xã Ceres, Quận McKean, Pennsylvania
Xã Ceres (tiếng Anh: Ceres Township) là một xã thuộc quận McKean, tiểu bang Pennsylvania, Hoa Kỳ. Năm 2010, dân số của xã này là 905 người.